# Olympische Winterspiele 1936/Teilnehmer (Estland)
| Gelbes Symbol für Goldmedaillen mit stilisierten Olympischen Ringen | Graues Symbol für Silbermedaillen mit stilisierten Olympischen Ringen | Braundes Symbol für Bronzemedaillen mit stilisierten Olympischen Ringen |
| ------------------------------------------------------------------- | --------------------------------------------------------------------- | ----------------------------------------------------------------------- |
| —                                                                   | —                                                                     | —                                                                       |

Estland nahm an den IV. Olympischen Winterspielen 1936 in Garmisch-Partenkirchen mit einer Delegation von fünf Athleten an vier Sportarten teil. Die Athleten konnten dabei keine Medaille erringen.

## Teilnehmer nach Sportarten

### Eiskunstlauf
Paare
- Helene Michelson & Eduard Hiiop
18. Platz

### Eisschnelllauf
- Aleksander Mitt
500 m: 22. Platz
1500 m: 22. Platz
5000 m: 22. Platz
10.000 m: Rennen nicht beendet

### Langlauf
- Vello Kaaristo
18 km: 30. Platz
50 km: 23. Platz

### Ski Alpin
Frauen
- Karin Peckert-Forsman
Kombination: 26. Platz